# LNWR classe F
La Classe F du London and North Western Railway est un modèle de locomotives à vapeur de disposition d'essieux 140 « Consolidation » (2-8-0 dans la nomenclature britannique) utilisées en service marchandises. Comme les locomotives de la classe E dont elles sont issues, elles sont une reconstruction avec un bissel avant de 26 locomotives de la classe B de disposition d'essieux 040, s'en distinguant par leur nouvelle chaudière.

## Historique

### Origines
Cherchant à disposer de locomotives à fort effort de traction pour les trains de marchandises lourds et lents, le LNWR fait réaliser par son ingénieur en chef Francis Webb (en) une locomotive prototype à deux cylindres intérieurs à simple expansion, réutilisant le type de chaudière des longues locomotives pour express de la classe « Greater Britain ». La classe A, le modèle de série qui en est dérivé se distingue par sa disposition compound à trois cylindres, chère à Francis Webb, qui se montre quelque peu décevante en service, poussant leur concepteur à mettre au point la classe B qui, sur un châssis similaire, se distingue par sa chaudière élargie de cinq pousses et ses quatre cylindres compound : deux haute pression (HP) à l'extérieur et deux basse pression (BP) sous la chaudière ; 170 seront construites.
Afin de corriger à peu de frais le défaut majeur de la classe B — un porte-à-faux avant important aggravé par le poids des quatre cylindres sous la boîte à fumée — George Whale (en), le successeur de Webb, choisit d'ajouter un essieu porteur radial avec un débattement latéral, améliorant le guidage dans les courses. Le châssis ne doit pas être allongé et les quatre cylindres compound sont conservés.
En parallèle, Whale a reconstruit les locomotives classe A, supprimant l'arrangement compound au profit de deux cylindres de pression égale disposés sous la boîte à fumée. Comprenant que la chaudière étroite d'origine ne parvient pas à fournir assez de puissance pour les nouveaux cylindres, trop larges, l'ingénieur choisit de la remplacer par le nouveau type de chaudière qu'il avait mis au point pour les locomotives pour trains de voyageurs des classes « Precedent » et « Experiment », donnant naissance aux locomotives de la classe D, très réussie.

### Mise au point

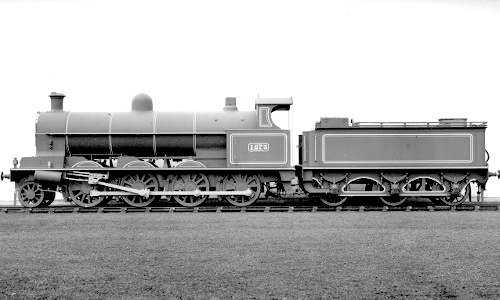
Vue de la no 1273 avec son tender.

Alors qu'une dizaine de locomotives de la classe B a déjà été transformée en E, George Whale décide en 1906 d'expérimenter une conversion plus poussée, combinant le bissel avant avec la nouvelle chaudière de la classe D, large de 5 pieds 2 pouces (1 570 mm). Contrairement aux locomotives des classes C, C1 et D, les cylindres d'origine et le système compound restent en place. Autre innovation, le tender d'origine de 2 500 gal au châssis en bois est remplacé par un tender de 3 000 gal (l) au châssis métallique, déjà appliqué aux locomotives de la classe D et à plusieurs constructions neuves.
Un total de 10 locomotives classe B sont transformées entre 1906 et 1908 tout comme deux classe E.

### Évolutions
Le gain de performances des classes E et F n'étant pas suffisant et le fait que George Whale n'est pas partisan du compoundage aboutissent en 1910 sur un nouveau modèle, réalisé en employant une chaudière de 5 pieds 2 pouces et en supprimant les deux cylindres HP extérieurs. Les deux cylindres BP de grand diamètre étant conservés, la pression de la chaudière doit être abaissée pour ne pas reproduire l'échec de la classe C.
Désignée G, cette classe de locomotives est un franc succès à tel point que 60 seront construites neuves, en plus des 32 B transformées, toutefois le successeur de Whale, Charles Bowen Cooke (en) voit plus loin et dote en 1912 une G d'un surchauffeur Schmidt avec à la clé un gain de performances notable.
170 G1 neuves seront réalisées en 1912-1918 tandis que des locomotives de presque tous les types antérieurs à quatre roues motrices seront transformées en G1. Pour les 10 classe E traitées entre 1921 et 1925, cela passe par la suppression du bissel, du porte-à-faux avant et des cylindres HP tandis que la chaudière est soit remplacée soit convertie avec un surchauffeur Schmidt et une boîte à fumée plus profonde.
À l'arrêt de ce programme, 449 G1 sont en service. Le London, Midland and Scottish Railway (LMS) qui a succédé au LNWR en 1923 conserve à son inventaire deux classe F qui sont retirées du service en 1927-1928.
Aucune locomotive de la classe E, pas plus que les G1 qui en ont résulté, n'a été sauvegardée.